# Ariel Martínez González
Ariel Martínez (Sancti Spíritus, Cuba; 9 de mayo de 1986) es un exfutbolista y entrenador cubano. Es segundo entrenador en el Miami Football Club desde 2024. Jugaba de delantero, y tras su deserción a los Estados Unidos continuó su carrera en ese país. Fue internacional absoluto por la selección de Cuba.

## Trayectoria
En su país natal, Cuba, Ariel Martínez solo jugó en el FC Sancti Spíritus del Campeonato Nacional de Cuba. Hasta que el 16 de julio de 2015 después de la victoria con su selección ante Guatemala en la Copa de Oro de 2015, Ariel Martínez desertó su equipo para quedarse a hacer su carrera en los Estados Unidos, y fichó por el Charleston Battery.
En marzo de 2016, Martínez fichó por el Miami FC donde jugó durante tres años y luego fichó por el FC Tulsa de la USL el 18 de diciembre de 2019.
El 19 de abril de 2022, el Hartford Athletic anunció el fichaje del delantero.
Anunció su retiro como jugador en enero de 2024, comenzando su carrera como entrenador.

## Selección nacional
El 2 de septiembre de 2006, Ariel Martínez fue convocado por primera vez a la selección cubana con motivo de un partido de eliminatorias a la Copa del Caribe de 2007 ante Islas Turcas y Caicos. Ha disputado 47 partidos con su selección marcando 11 goles. Se distinguió en la Copa de Oro de 2013 al marcar un hat trick ante Belice.
El 17 de julio de 2015 mientras disputaba la Copa de Oro de 2015 en Estados Unidos, Martínez abandonó la concentración de su selección y se radicó en el país norteamericano junto a sus compañeros Keyler García, Arael Argüelles y Darío Suárez.

## Clubes
| Club               | País           | Año       |
| ------------------ | -------------- | --------- |
| Sancti Spíritus    | Cuba           | 2005-2015 |
| Charleston Battery | Estados Unidos | 2015      |
| Miami FC           | Estados Unidos | 2016-2019 |
| FC Tulsa           | Estados Unidos | 2020      |
| Miami FC           | Estados Unidos | 2021      |
| Hartford Athletic  | Estados Unidos | 2022      |
| Tampa Bay Rowdies  | Estados Unidos | 2023      |

## Palmarés

### Campeonatos internacionales
| Campeonato      | Club              | Sede              | Año  |
| --------------- | ----------------- | ----------------- | ---- |
| Copa del Caribe | Selección de Cuba | Antigua y Barbuda | 2012 |